# Gettó (Velence)
A Ghetto, azaz a velencei gettó a Cannaregio negyedben a canale di Cannaregio és a rio della Misericordia csatorna, illetve a rio terà San Leonardo és rio terà Farsetti szárazföldi utca által határolt terület. A Ponte delle Guglie hídon át közelíthető meg. 
Sajátos, magába fordult és zárkózott világ, amelyet lakói – először a német, majd a spanyol, itáliai stb. izraeliták – 1516-ban kellett, hogy elfoglajanak. Velence kényszerlakóhelyül jelölte ki számukra a helyet, a Köztársaság ugyanis gazdasági okokból nem kívánta elereszteni, illetve elűzni a kereskedőket. 1797-ben a gettó lakói elhagyhatták kijelölt, ám addig zárt és biztonságos helyüket és áttelepülhettek a város más részeibe is. 
A gettó három fázisban keletkezett: a Ghetto Vecchio, azaz Régi Gettó 1541-ben, a Ghetto Nuovo, azaz Új Gettó 1516-ban a Ghetto Nuovissimo, azaz Legújabb Gettó 1633-ban jött létre. Minden további ‘gettó’ elnevezés a velenceiből származik.

## Látnivalók
Zsinagógái: 
- Scuola Spagnola zsinagóga
- Scuola Levantina zsinagóga (Baldassare Longhena)
- Scuola Italiana zsinagóga (1575)
- Scuola Canton zsinagóga (1531-32)
- Scuola Grande Tedesca zsinagóga (1529)

A Ghetto Nuovo főterén érdekes és feltűnő jelenség a velenceitől eltérő, viszonylag magas házak sora, amely elsősorban a helyhiány miatt jött így létre. 
Az itt élő egykori zsidók művészetét a Zsidómúzeum (Museo d’Arte Ebraico) mutatja be.

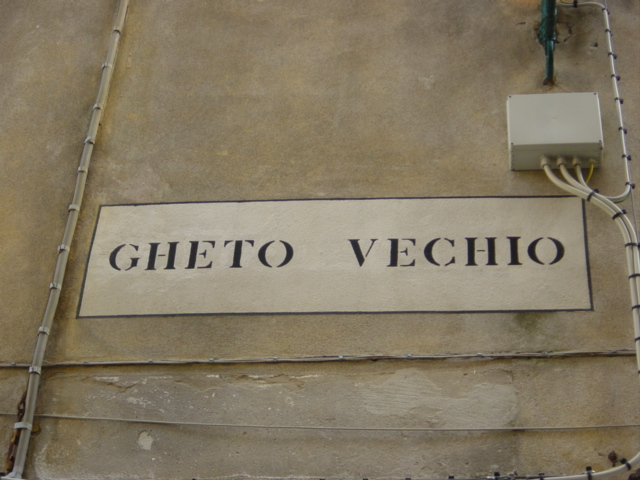
Ghetto Vecchio, tábla.
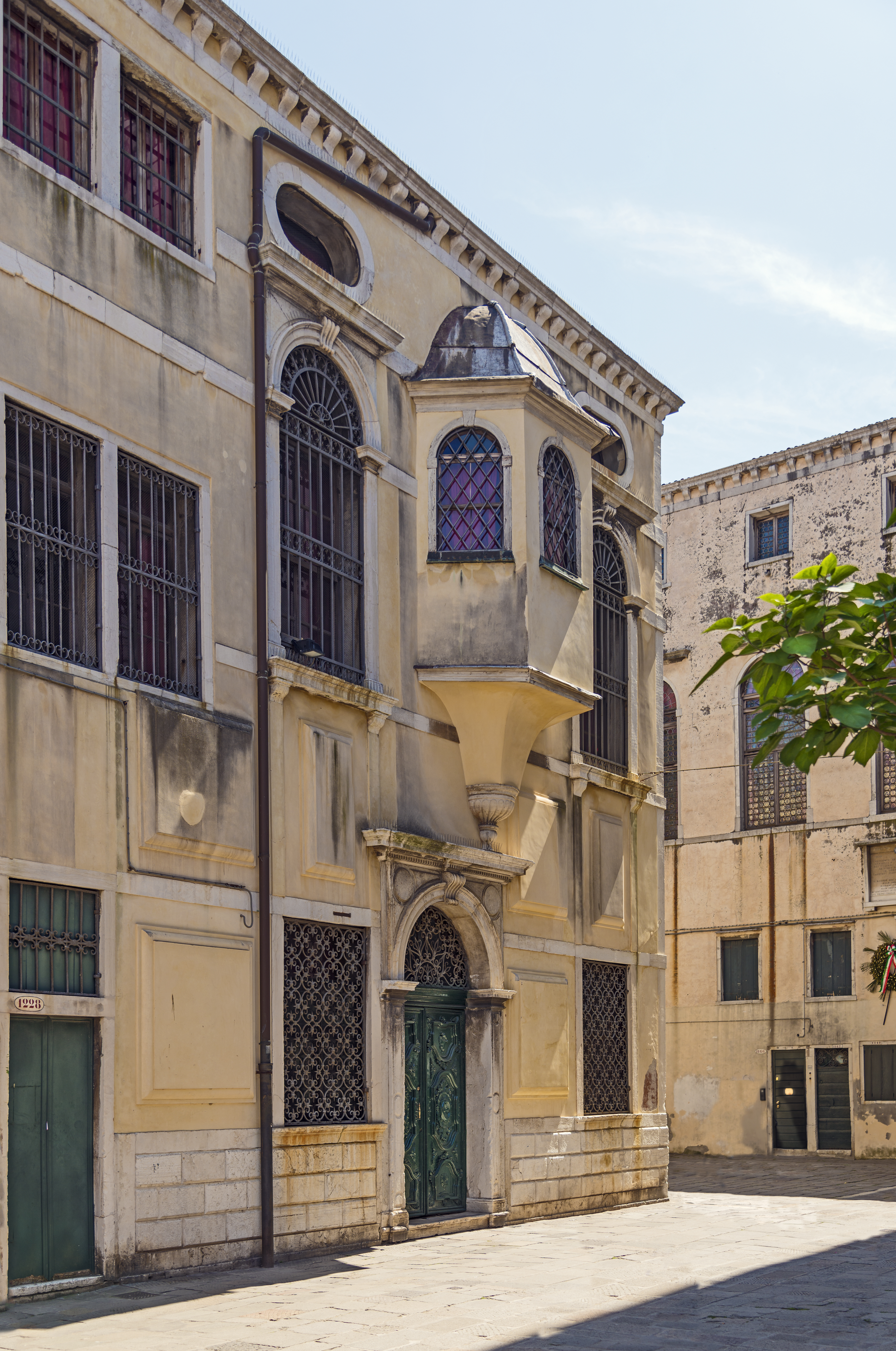
Ghetto és zsinagóga Levantina.
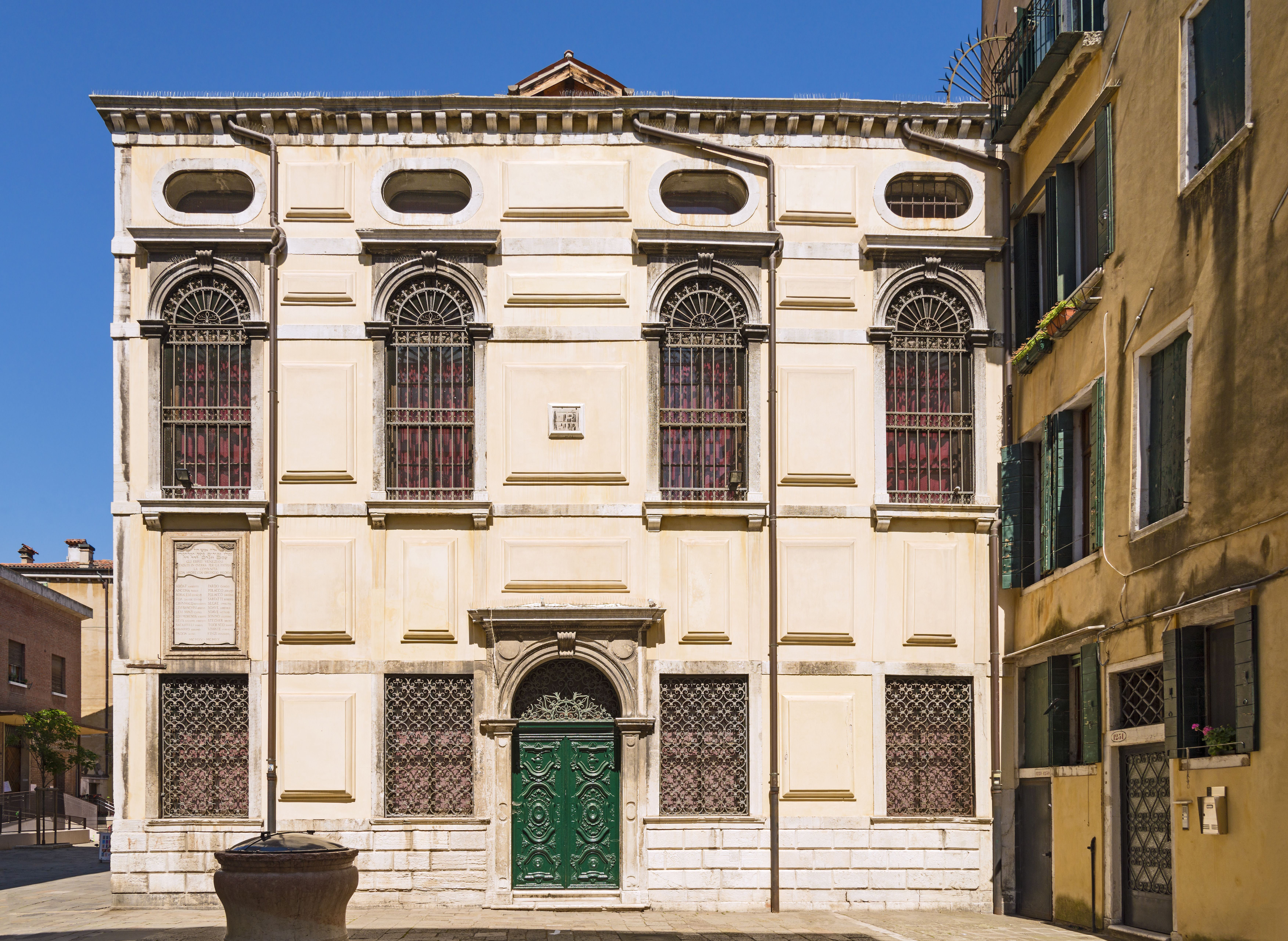
Ghetto di Venezia - zsinagóga.
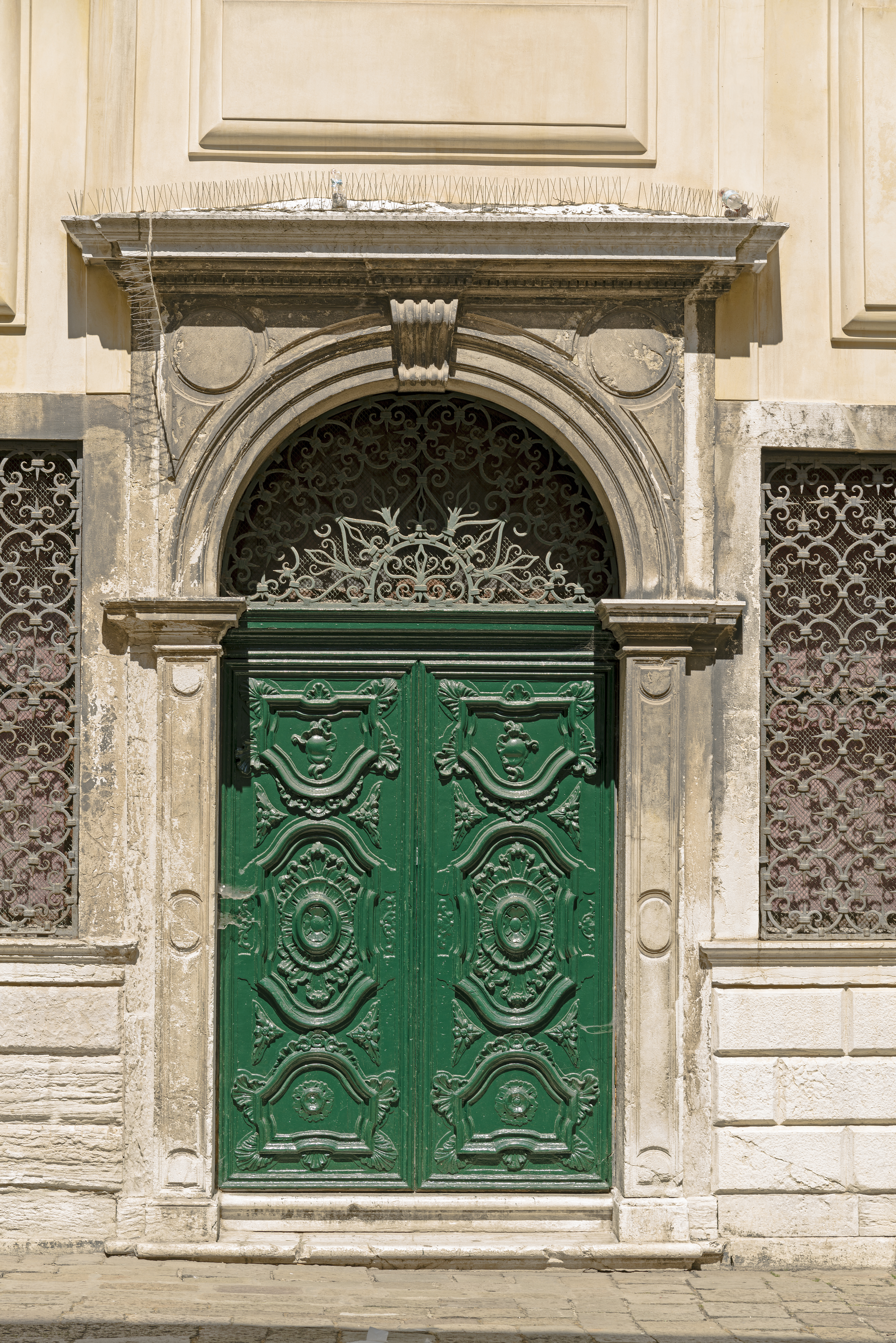
Ghetto di Venezia - Zsinagóga, főbejárat.
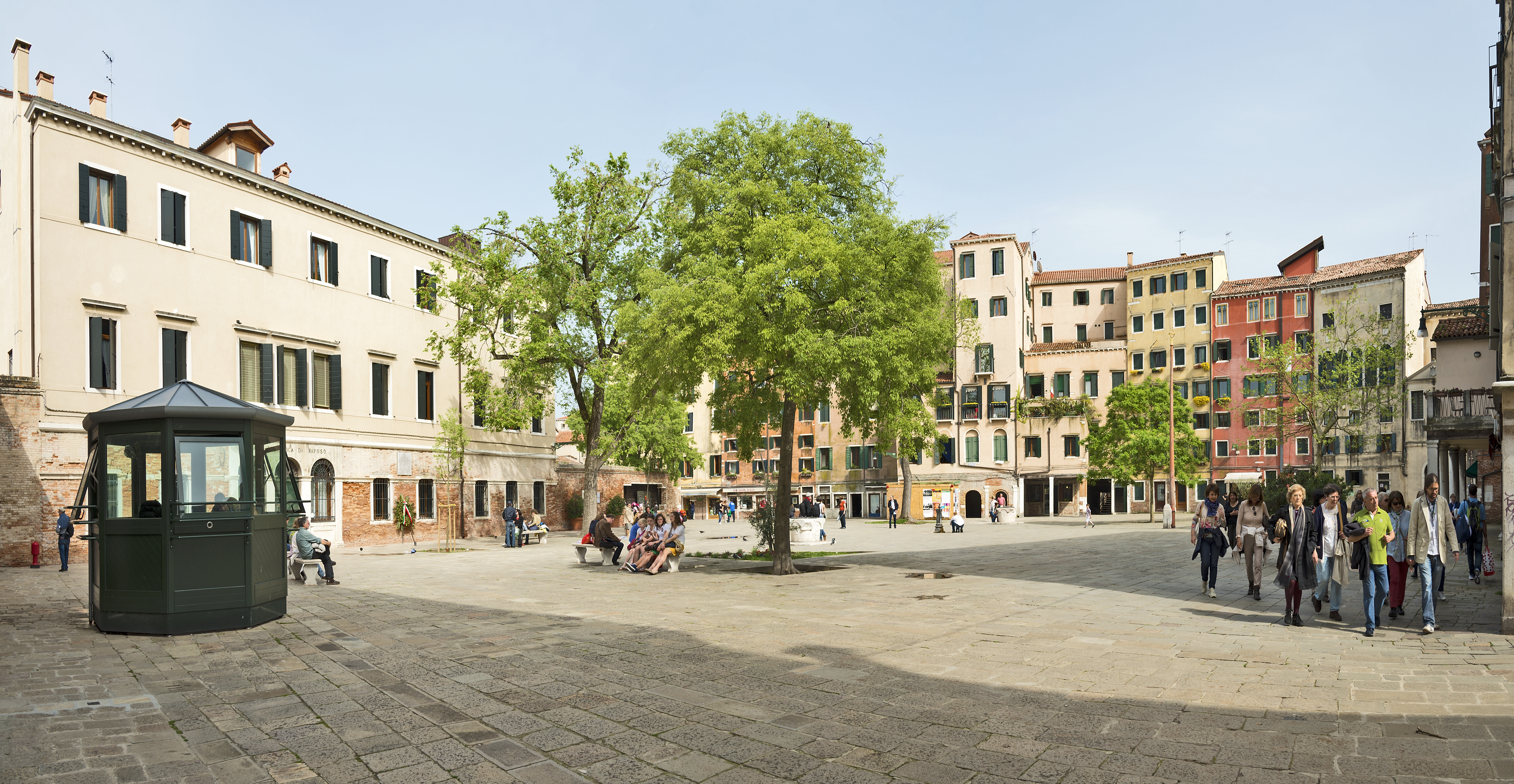
Ghetto Nuovo di Venezia: Központi tér.
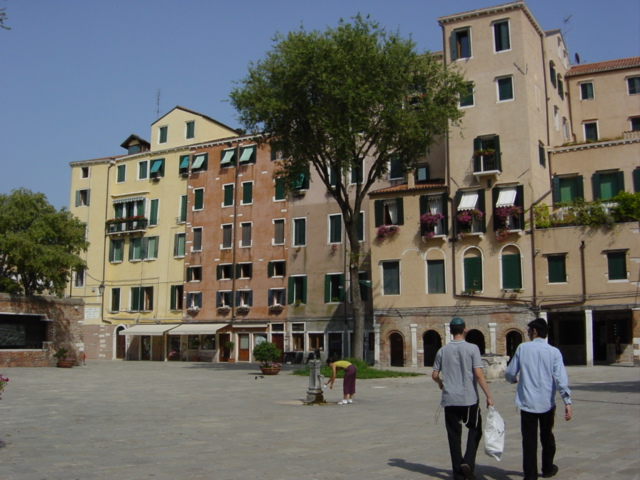
Ghetto Nuovo di Venezia: Központi tér.

## Külső hivatkozások
- Hivatalos weboldal Archiválva 2007. december 17-i dátummal a Wayback Machine-ben
- Directory di siti internet inerenti al Ghetto Archiválva 2007. szeptember 27-i dátummal a Wayback Machine-ben
- A dózse lapja
- Fotógaléria